# Янцен, Ричард Андреевич
Ричард Андреевич Янцен (30 июня 2003) — российский тяжелоатлет. Бронзовый призёр чемпионата России 2024 года в категории до 55 кг. Мастер спорта России.

## Биография
Родился 30 июня 2003 года. Проживает в Оренбурге Оренбургской области. Воспитанник Оренбургской областной спортивной школы олимпийского резерва №6. 
В феврале 2022 года присвоено звание звание «Мастер спорта России.
На чемпионате России по тяжёлой атлетике 2024 года, который состоялся в Новосибирске, Янцен в первый раз в карьере завоевал бронзовую медаль чемпионата страны с общим весом на штанге по сумме двух упражнений 203 килограмма.
Увлекается игрой в шахматы, выступает на различных соревнованиях, присутствует в рейтинге FIDE. 

## Основные результаты
| Год  | Соревнования     | Место проведения | Весовая категория | Рывок, кг | Толчок, кг | Сумма, кг | Место |
| ---- | ---------------- | ---------------- | ----------------- | --------- | ---------- | --------- | ----- |
| 2024 | Чемпионат России | Новосибирск      | до 55 кг          | 94        | 109        | 203       | 3     |